# 中堅手
中堅手（ちゅうけんしゅ、英: center fielder）とは、野球またはソフトボールにおいて、外野のうち左翼手と右翼手に挟まれた位置を守る選手。本塁と二塁を結んだ直線上を中心として外野の中央部分が主な守備位置。二塁手（セカンド）・遊撃手（ショート）の後方に位置する。守備番号は8。英略字はCF（Center fielderから）。日本ではセンターとも呼ばれる。

## 概要
センターラインを形成する守備のひとつ。
両翼に比べて守備範囲が広く、とりわけ足の速さが求められる。その他、両翼のカバーや二塁牽制（および捕手の二盗阻止）のバックアップなど、ボールに触れる機会が多い。一方で、他の外野手（左翼手や右翼手）はドライブがかかった打球が飛んでくるのに対し、中堅手は比較的素直な打球が飛んでくるという意味では負担は少ないという意見がある。
チーム事情次第では、守備範囲に優れない左翼手の範囲の分まで守る必要がある。実際、MLBでもサンフランシスコ・ジャイアンツ時代の新庄剛志が、当時のチームメイトのバリー・ボンズが守った左翼手の定位置から右に飛んだ打球は全て捕球するようにし、ボンズを打撃に専念させたという実例がある。
上記の「俊足」に加え、さらに「強肩」という要素も求められる。しかし、この点に関しては必ずしも必須ではなく、一般的に「バックホームで走者を刺せる選手は少なく、中継プレーで補えば事足りる」という考えが浸透している。
選手によって試合の流れが大きく左右し、セイバーメトリクスのWARでは捕手・二遊間に次いで補正値が高い。実際、日本野球機構では外野手のゴールデングラブ賞を獲得する傾向が強い。